# Список объектов всемирного наследия ЮНЕСКО на Шри-Ланке
В списке объектов всемирного наследия ЮНЕСКО на Шри-Ланке значится 8 наименований (на 2011 год), это составляет 0,6 % от общего числа (1223 на 2024 год). Кроме этого, по состоянию на 2017 год, 2 объекта на территории Шри-Ланки находятся в числе кандидатов на включение в список всемирного наследия.
8 объектов всемирного наследия на Шри-Ланке подразделяются на 6 культурных объектов и 2 природных объекта. 2 культурных объекта признаны шедеврами человеческого гения (критерий i).

## Список
В данной таблице объекты расположены в порядке их добавления в список всемирного наследия ЮНЕСКО.
| # | Изображение | Название                                                      | Местоположение                          | Время создания  | Год внесения в список | №    | Критерии    |
| - | ----------- | ------------------------------------------------------------- | --------------------------------------- | --------------- | --------------------- | ---- | ----------- |
| 1 |             | Исторический город Анурадхапура синг. අනුරාධපුර, там. அனுராதபுரம்    | Северо-Центральная провинция            | IV век до н. э. | 1982                  | 200  | ii, iii, iv |
| 2 |             | Исторический город Полоннарува синг. පොළොන්නරු යුගය, там. பொலன்னறுவை   | Северо-Центральная провинция            |                 | 1982                  | 201  | i, iii, iv  |
| 3 |             | Скальная крепость Сигирия синг. සීගිරිය, там. சிகிரியா               | Центральная провинция                   | V век           | 1982                  | 202  | ii, iii, iv |
| 4 |             | Лесной заповедник Синхараджа синг. සිංහරාජ, там. சிங்கராஜக் காடு       | Провинция Сабарагамува, Южная провинция | -               | 1988                  | 405  | ix, x       |
| 5 |             | Священный город Канди синг. මහනුවර, там. கண்டி                   | Центральная провинция                   | XIV век         | 1988                  | 450  | iv, vi      |
| 6 |             | Старая часть города Галле и его укрепления синг. ගාල්ල, там. காலி | Южная провинция                         | 1663            | 1988                  | 451  | iv          |
| 7 |             | Золотой храм города Дамбулла синг. දඹුල්ල, там. தம்புள்ளை           | Центральная провинция                   | IV век до н. э. | 1991                  | 561  | i, vi       |
| 8 |             | Нагорья Центральной Шри-Ланки                                 | Шри-Ланка                               |                 | 2010                  | 1203 | ix, x       |

## Предварительный список
В таблице объекты расположены в порядке их добавления в предварительный список. В данном списке указаны объекты, предложенные правительством Шри-Ланки в качестве кандидатов на занесение в список всемирного наследия.
| # | Изображение | Название                                                           | Местоположение                                                           | Время создания  | Год внесения в список | №    | Критерии    |
| - | ----------- | ------------------------------------------------------------------ | ------------------------------------------------------------------------ | --------------- | --------------------- | ---- | ----------- |
| 1 |             | Серувила Мангала Раджа Маха Вихара                                 | Восточная провинция                                                      | II век до н. э. | 2006                  | 5083 | ii, v       |
| 2 |             | Древний путь паломников из Серувилы на Шрипаду вдоль реки Махавели | Восточная провинция, Центральная провинция, Северо-Центральная провинция |                 | 2010                  | 5531 | ii, iii, vi |